# Mert Rich
Merton Rich – amerykański producent, scenarzysta oraz aktor filmowy i telewizyjny. Dwukrotny laureat nagrody Emmy.

## Filmografia (wybór)

### Scenarzysta
- 1981–1982: SCTV Network 90
- 1982–1993: Zdrówko
- 1985: What's Happening Now!
- 1986–1988: Sledge Hammer!
- 1989: Simpsonowie
- 1994: The George Carlin Show
- 2002: Statek miłości
- 2007: On the Verge of a Wig Out

### Aktor
- 1972–1978: The Bob Newhart Show
- 1981–1983: SCTV Network 90
- 2002: Statek miłości

### Producent
- 1996: Goode Behaviour
- 2002: Statek miłości